# Дороті Макейл
Дороті Макейл (англ. Dorothy Mackaill; 4 березня 1903, Кінгстон-апон-Галл — 12 серпня 1990, Гонолулу) — американська акторка театру, кіно і телебачення британського походження.

## Біографія
Дороті Макейл народилася 4 березня 1903 року у місті Кінгстон-апон-Галл, Велика Британія. Коли їй було 11 років, її батьки розійшлися, і вона залишилася жити з батьком. Закінчивши школу, Дороті, ще у підлітковому віці, поїхала до Лондона, щоб стати акторкою. Певний час провела в Парижі, а незабаром познайомилася з хореографом бродвейської постановки «Безумств Зігфелда», який переконав її переїхати до Нью-Йорка і стати акторкою цих постановок. У 1920-21 роках Дороті грала в «Ревю століття» і «Опівночі витівки Зігфелда».
У 1920 році вперше з'явилася на екрані у фільмі «Обличчя у вікні». У 1921 році вона знялася з Анною Мей Вонг, Ноа Бірі та Лоном Чейні у драмі Маршалла Нілана «Шматочки життя» (Bits of Life). У наступні роки Маккейл знімалася з такими акторами, як Річард Бартелмесс, Род Ла Рок, Коллін Мур, Джон Беррімор, Джордж О'Брайєн, Бібі Данієлс, Мілтон Сіллс та Анна Нільссон.
У 1924 стала однією з «юних „зірок“ з великим майбутнім» — WAMPAS Baby Stars.
З настанням ери звукового кіно популярність Дороті Макейл стала поступово зменшуватись, вона знімалася все рідше і далеко не завжди в головних ролях. У 1937 році акторка пішла з кінематографа, присвятивши себе турботам про хвору матір.
Короткочасно поверталася на екрани: у 1953, 1976 та 1980 роках вона зіграла невеликі ролі в окремих епізодах телесеріалів.
Дороті Макейл померла 12 серпня 1990 від ниркової недостатності в Гонолулу, США.

## Особисте життя
Дороті Макейл була одружена тричі:
1926—1928 — Лотар Мендес (нім. Lothar Mendes) — німецький сценарист і режисер. Розлучення.
1931—1934 — Ніл Міллер. Розлучення.
1934—1938 — Гарольд Паттерсон. Розлучення.
Дітей не мала.

## Вибрана фільмографія
- 1928 — Зазивало / The Barker
- 1929 — Два тижні відпочинку / Two Weeks Off
- 1933 — Шеф / The Chief